# UVC (기업)
주식회사 UVC는 대한민국의 스마트 팩토리 기업이다.
디지털 트윈 및 메타버스 기술을 활용한 스마트 팩토리 부분의 솔루션을 고객 맞춤형으로 제공하며 주요 제품으로는 Flexing CPS 플랫폼과 가상공장을 구축하는 구축형 Flexing DT 등이 있다.